# Meldal
Pour les articles homonymes, voir Meldal (homonymie).
Meldal est une ancienne commune norvégienne située dans le comté de Trøndelag. Elle a disparu le 1er janvier 2020 pour être intégrée dans la commune d'Orkland.
Son territoire de 621,50 km2 correspondait au sud de l'actuelle commune d'Orkland et sa population s'élevait à 3 954 habitants en 2016.